# Kanadische Eishockeynationalmannschaft
Die kanadische Eishockeynationalmannschaft der Herren gehört dem kanadischen Eishockeyverband „Hockey Canada“ an. Dabei zählt das „Team Canada“ sowohl bei den Herren als auch bei den Frauen zu den besten Eishockeymannschaften im internationalen Wettbewerb. Die Herren gewannen vier der fünf Canada Cups zwischen 1976 und 1991, zwei der drei World Cups of Hockey seit 1996, neunmal die Goldmedaille bei den Olympischen Spielen und wurden insgesamt 28-mal Weltmeister. Aktuell belegt das Herrenteam den ersten Platz der IIHF-Weltrangliste.

## Geschichte
Kanada gilt als das „Mutterland“ des Eishockeys, weshalb das „Team Canada“ lange Zeit das internationale Eishockey dominierte.
Bis einschließlich 1963 nahm an den Weltmeisterschaften und Olympischen Spielen jeweils der kanadische Amateurmeister teil. Dieses Team schaffte es bis in die 1950er Jahre, das internationale Eishockey zu dominieren und in dieser Zeit sechs (von sieben möglichen) olympische Goldmedaillen sowie 13 Weltmeisterschaften zu holen.
Ab 1954 wurde Kanada jedoch von der Sowjetunion als international führende Eishockeynation abgelöst. Während die besten Spieler der Kanadier durch Verpflichtungen in der National Hockey League gebunden waren, konnten die Sowjets zu allen großen Turnieren in Bestbesetzung antreten. Bis zur Auflösung der UdSSR im Jahr 1991 konnte Kanada lediglich noch vier Weltmeisterschaften gewinnen und keine olympische Goldmedaille mehr erringen. Zwischen 1970 und 1976 nahm Kanada gar nicht mehr an der Weltmeisterschaft teil. Allerdings gewann man viermal den prestigeträchtigen Canada Cup, das einzige internationale Turnier, bei dem alle NHL-Stars zur Verfügung standen.
Die Öffnung des olympischen Eishockeyturniers für nordamerikanische Profispieler ab 1998 änderte die Kräfteverhältnisse bei diesem Turnier zugunsten der Kanadier. 2002 gewann „Team Canada“ seine erste Goldmedaille seit fünfzig Jahren. 2010 in Vancouver und 2014 in Sotschi gelangen weitere olympische Triumphe. Der Gewinn der Weltmeisterschaften 2015 und 2016 sowie der Sieg beim World Cup of Hockey 2016, dem Nachfolger des Canada Cups, untermauerten die wiedererlangte Vorherrschaft des Eishockey-Mutterlandes.

## Statistik

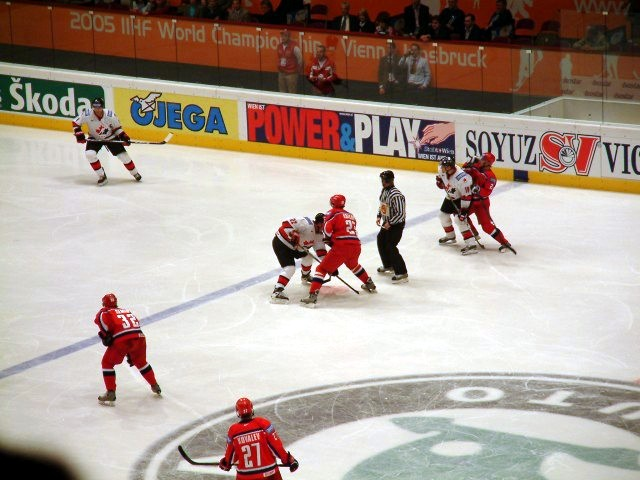
Kanadische Nationalmannschaft bei der WM 2005 (Spiel gegen Russland)

| Canada Cup:          | Siege: 4 – 1976, 1984, 1987, 1991 |
| World Cup of Hockey: | Siege: 2 – 2004, 2016 |
| Olympia:             | Goldmedaillen: 9 – 1920, 1924, 1928, 1932, 1948, 1952, 2002, 2010, 2014 |
| Weltmeisterschaften: | Goldmedaillen: 28 – 1920, 1924, 1928, 1930, 1931, 1932, 1934, 1935, 1937, 1938, 1939, 1948, 1950, 1951, 1952, 1955, 1958, 1959, 1961, 1994, 1997, 2003, 2004, 2007, 2015, 2016, 2021, 2023 |

## Internationale Ergebnisse
| Jahr | Turnier             | Ort                           | Ergebnis                 | Team                        | Trainer                                         |
| ---- | ------------------- | ----------------------------- | ------------------------ | --------------------------- | ----------------------------------------------- |
| 1920 | Olympia/WM          | Antwerpen                     | Goldmedaille/Weltmeister | Winnipeg Falcons            | Gordon Sigurjonson                              |
| 1924 | Olympia/WM          | Chamonix                      | Goldmedaille/Weltmeister | Toronto Granites            | Frank Rankin                                    |
| 1928 | Olympia/WM          | St. Moritz                    | Goldmedaille/Weltmeister | University of Toronto       | Conn Smythe                                     |
| 1930 | WM                  | Chamonix, Wien, Berlin        | Weltmeister              | Toronto CCM                 |                                                 |
| 1931 | WM                  | Krynica                       | Weltmeister              | Manitoba Grads              |                                                 |
| 1932 | Olympia/WM          | Lake Placid                   | Goldmedaille/Weltmeister | The Winnipegs               | Jack Hughes                                     |
| 1933 | WM                  | Prag                          | Platz 2                  | Toronto Sea Fleas           |                                                 |
| 1934 | WM                  | Mailand                       | Weltmeister              | Saskatoon Quakers           |                                                 |
| 1935 | WM                  | Davos                         | Weltmeister              | Winnipeg Monarchs           |                                                 |
| 1936 | Olympia/WM          | Garmisch-Partenkirchen        | Silbermedaille/Platz 2   | Port Arthur Bearcats        | Albert Pudas                                    |
| 1937 | WM                  | London                        | Weltmeister              | Kimberly Dynamiters         |                                                 |
| 1938 | WM                  | Prag                          | Weltmeister              | Sudbury Wolves              |                                                 |
| 1939 | WM                  | Basel, Zürich                 | Weltmeister              | Trail Smoke Eaters          |                                                 |
| 1948 | Olympia/WM          | St. Moritz                    | Goldmedaille/Weltmeister | RCAF Flyers                 | Sgt. Frank Boucher                              |
| 1949 | WM                  | Stockholm                     | Platz 2                  | Sudbury Wolves              |                                                 |
| 1950 | WM                  | London                        | Weltmeister              | Edmonton Mercurys           |                                                 |
| 1951 | WM                  | Paris                         | Weltmeister              | Lethbridge Maple Leafs      |                                                 |
| 1952 | Olympia/WM          | Oslo                          | Goldmedaille/Weltmeister | Edmonton Mercurys           | Lou Holmes                                      |
| 1954 | WM                  | Stockholm                     | Platz 2                  | East York Lyndhursts        |                                                 |
| 1955 | WM                  | Köln, Dortmund u. a.          | Weltmeister              | Penticton V’s               |                                                 |
| 1956 | Olympia/WM          | Cortina d’Ampezzo             | Bronzemedaille/Platz 3   | Kitchener-Waterloo Dutchmen | Bobby Bauer                                     |
| 1958 | WM                  | Oslo                          | Weltmeister              | Whitby Dunlops              | Sid Smith                                       |
| 1959 | WM                  | Prag, Bratislava u. a.        | Weltmeister              | Belleville McFarlands       |                                                 |
| 1960 | Olympia/WM          | Squaw Valley                  | Silbermedaille/Platz 2   | Kitchener-Waterloo Dutchmen | Bobby Bauer                                     |
| 1961 | WM                  | Genf, Lausanne                | Weltmeister              | Trail Smoke Eaters          |                                                 |
| 1962 | WM                  | Colorado Springs, Denver      | Platz 2                  | Galt Terriers               |                                                 |
| 1963 | WM                  | Stockholm                     | Platz 4                  | Trail Smoke Eaters          |                                                 |
| 1964 | Olympia/WM          | Innsbruck                     | 4. Platz                 |                             | David Bauer                                     |
| 1965 | WM                  | Tampere                       | Platz 4                  |                             |                                                 |
| 1966 | WM                  | Ljubljana                     | Platz 3                  |                             |                                                 |
| 1967 | WM                  | Wien                          | Platz 3                  |                             |                                                 |
| 1968 | Olympia/WM          | Grenoble                      | Bronzemedaille           |                             | Jackie McLeod                                   |
| 1969 | WM                  | Stockholm                     | Platz 4                  |                             |                                                 |
| 1972 | Summit Series       | Kanada, UdSSR                 | 4S 3N 1U                 |                             | Harry Sinden                                    |
| 1974 | Summit Series       | Kanada, UdSSR                 | 1S 4N 3U                 |                             | Billy Harris                                    |
| 1976 | Canada Cup          | Kanada                        | Turniersieg              |                             | Scotty Bowman                                   |
| 1977 | WM                  | Wien                          | Platz 4                  |                             | Johnny Wilson                                   |
| 1978 | WM                  | Prag                          | Platz 3                  |                             | Harry Howell                                    |
| 1979 | WM                  | Moskau                        | Platz 4                  |                             | Marshall Johnston                               |
| 1980 | Olympia             | Lake Placid                   | 6. Platz                 |                             | Lorne Davis, Clare Drake, Tom Watt (Co-Trainer) |
| 1981 | Canada Cup          | Kanada                        | Platz 2                  |                             | Scotty Bowman                                   |
| 1981 | WM                  | Göteborg                      | Platz 4                  |                             | Don Cherry                                      |
| 1982 | WM                  | Helsinki, Tampere             | Platz 3                  |                             | Red Berenson                                    |
| 1983 | WM                  | Dortmund, Düsseldorf, München | Platz 3                  |                             | Dave King                                       |
| 1984 | Canada Cup          | Kanada                        | Turniersieg              |                             | Glen Sather                                     |
| 1984 | Olympia             | Sarajevo                      | 4. Platz                 |                             | Dave King                                       |
| 1985 | WM                  | Prag                          | Platz 2                  |                             | Doug Carpenter                                  |
| 1986 | WM                  | Moskau                        | Platz 3                  |                             | Pat Quinn                                       |
| 1987 | WM                  | Wien                          | Platz 4                  |                             | Dave King                                       |
| 1987 | Canada Cup          | Kanada                        | Turniersieg              |                             | Mike Keenan                                     |
| 1988 | Olympia             | Calgary                       | 4. Platz                 |                             | Dave King                                       |
| 1989 | WM                  | Stockholm, Södertälje         | Platz 2                  |                             | Dave King                                       |
| 1990 | WM                  | Bern, Freiburg im Üechtland   | Platz 4                  |                             | Dave King                                       |
| 1991 | WM                  | Turku, Helsinki, Tampere      | Platz 2                  |                             | Dave King                                       |
| 1991 | Canada Cup          | Kanada                        | Turniersieg              |                             | Mike Keenan                                     |
| 1992 | Olympia             | Albertville                   | Silbermedaille           |                             | Dave King                                       |
| 1992 | WM                  | Prag, Bratislava              | Platz 7                  |                             | Dave King                                       |
| 1993 | WM                  | München, Dortmund             | Platz 4                  |                             | Mike Keenan                                     |
| 1994 | Olympia             | Lillehammer                   | Silbermedaille           |                             | Tom Renney                                      |
| 1994 | WM                  | Bozen, Canazei, Mailand       | Weltmeister              |                             | George Kingston                                 |
| 1995 | WM                  | Stockholm, Gävle              | Platz 3                  |                             | Tom Renney                                      |
| 1996 | WM                  | Wien                          | Platz 2                  |                             | Tom Renney                                      |
| 1996 | World Cup of Hockey | Kanada                        | Platz 2                  |                             | Glen Sather                                     |
| 1997 | WM                  | Helsinki, Turku               | Weltmeister              |                             | Andy Murray                                     |
| 1998 | Olympia             | Nagano                        | 4. Platz                 |                             | Marc Crawford                                   |
| 1998 | WM                  | Zürich, Basel                 | Platz 6                  |                             | Andy Murray                                     |
| 1999 | WM                  | Oslo, Hamar, Lillehammer      | Platz 4                  |                             | Mike Johnston                                   |
| 2000 | WM                  | St. Petersburg                | Platz 4                  |                             | Tom Renney                                      |
| 2001 | WM                  | Köln, Hannover, Nürnberg      | Platz 4                  |                             | Wayne Fleming                                   |
| 2002 | Olympia             | Salt Lake City                | Goldmedaille             |                             | Pat Quinn                                       |
| 2002 | WM                  | Göteborg, Jönköping, Karlstad | Platz 6                  |                             | Wayne Fleming                                   |
| 2003 | WM                  | Helsinki, Tampere, Turku      | Weltmeister              |                             | Andy Murray                                     |
| 2004 | WM                  | Prag, Ostrava                 | Weltmeister              |                             | Joel Quenneville                                |
| 2004 | World Cup of Hockey | Kanada                        | Turniersieg              |                             | Pat Quinn                                       |
| 2005 | WM                  | Wien, Innsbruck               | Platz 2                  |                             | Marc Habscheid                                  |
| 2006 | Olympia             | Turin                         | 7. Platz                 |                             |                                                 |
| 2006 | WM                  | Riga, Lettland                | Platz 4                  |                             |                                                 |
| 2007 | WM                  | Moskau, Mytischtschi          | Weltmeister              |                             | Andy Murray                                     |
| 2008 | WM                  | Quebec, Halifax               | Platz 2                  |                             | Ken Hitchcock                                   |
| 2009 | WM                  | Bern, Zürich-Kloten           | Platz 2                  |                             | Lindy Ruff                                      |
| 2010 | Olympia             | Vancouver, Whistler           | Goldmedaille             |                             | Mike Babcock                                    |
| 2010 | WM                  | Gelsenkirchen, Köln, Mannheim | Platz 7                  |                             | Craig MacTavish                                 |
| 2011 | WM                  | Bratislava, Košice            | Platz 5                  |                             | Ken Hitchcock                                   |
| 2012 | WM                  | Helsinki, Stockholm           | Platz 5                  |                             | Brent Sutter                                    |
| 2013 | WM                  | Stockholm, Helsinki           | Platz 5                  |                             | Lindy Ruff                                      |
| 2014 | Olympia             | Bolschoi-Eispalast, Sotschi   | Goldmedaille             |                             | Mike Babcock                                    |
| 2014 | WM                  | Minsk                         | Platz 5                  |                             |                                                 |
| 2015 | WM                  | Prag, Ostrava                 | Weltmeister              |                             | Todd McLellan                                   |
| 2016 | WM                  | Moskau, St. Petersburg        | Weltmeister              |                             | Bill Peters                                     |
| 2017 | WM                  | Köln, Paris                   | 2. Platz                 |                             | Bill Peters                                     |
| 2018 | Olympia             | Gangneung, Pyeongchang        | Bronzemedaille           |                             | Willie Desjardins                               |
| 2018 | WM                  | Kopenhagen, Herning           | 4. Platz                 |                             | Bill Peters                                     |
| 2019 | WM                  | Bratislava, Košice            | Silbermedaille           |                             | Alain Vigneault                                 |
| 2021 | WM                  | Riga                          | Weltmeister              |                             | Gerard Gallant                                  |
| 2022 | WM                  | Helsinki, Tampere             | Silbermedaille           |                             | Claude Julien                                   |
| 2023 | WM                  | Riga, Tampere                 | Weltmeister              |                             | André Tourigny                                  |

### Team Canada am Spengler Cup
Der Spengler Cup in Davos wurde 16 Mal (1984, 1986, 1987, 1992, 1995, 1996, 1997, 1998, 2002, 2003, 2007, 2012, 2015, 2016, 2017 und 2019) durch das Team Canada gewonnen. Somit ist Team Canada Rekordsieger.
Unter dem Namen Team Canada tritt seit 1984 jeweils am Spengler Cup eine Eishockeymannschaft mit Spielern kanadischen Ursprungs an. Sie ist damit neben dem HC Davos das einzige Team, das jedes Jahr am Spengler Cup teilnimmt. Diese sind während des regulären Spielbetriebs meist bei europäischen Clubs unter Vertrag und kommen nur für dieses Turnier in dieser Formation zusammen.
Da die Mannschaft zu einem großen Teil aus Spielern besteht, die bei Schweizer Teams unter Vertrag stehen, trägt dieses Team jeweils viel zur Attraktivität des Turniers bei. Das Siegerteam 2012 war aufgrund des Lockouts in der NHL aus 25 Spielern, welche insgesamt 5889 NHL-Partien absolviert haben, zusammengesetzt, darunter Ryan Smyth.
Die Spengler-Cup-Präsenz des Team Canada verhalf dem Turnier zu einer Live-Präsenz im kanadischen Fernsehen.